# کروداوپتیک
کروداوپتیک (انگلیسی: CrowdOptic) شرکت نرم‌افزار آمریکایی است، که در سال ۲۰۱۱ تأسیس شد.